# Adio Granada!
Adio Granada! (titlul original: Granada, addio!) este un film de comedie italian, realizat în 1967 de regizorul Marino Girolami, protagoniști fiind actorii Claudio Villa, Susanne Martin, María Cuadra, Raimondo Vianello.

## Conținut
Mario Valli, este cântăreț și încearcă să ajungă o celebritate internațională, dar turneul său în Spania, prost organizat de Silvio, cumnatul său bun dar cam împrăștiat, se termină într-un eșec. Cu toate acestea, cunoaște pe Consuelo Linares, o fascinantă impresară spaniolă care schimbă existența lui Mario, în afară de faptul că îi inițiază o carieră strălucită, în ea găsește a doua mare dragoste din viața sa. Paola, fiica lui Mario, care a avut și după moartea mamei sale ani fericiți alături de tatăl ei, nu înțelege și nu acceptă această legătură a tatălui. Ca refulare, intră într-un grup de tineri beat și acceptă să fie curtată de Giommi, un tânăr pictor avangardist, în defavoarea lui Toni, un coleg de clasă care o iubește. Când Consuelo își dă seama că omul iubit este nevoit să aleagă între ea și fiica sa, se decide să se retragă din viața lui Mario. Paola după ce tocmai își dă seama de adevăratele intenții ale lui Giommi, face un grav accident cu mașina, fiind grav rănită. Mario, care trebuie să cânte la Euroviziune în timp ce Paola este în mâinile chirurgilor, trăiește momente de neliniște iar publicul căruia îi datorează succesul, nu își dă seama de drama prin care trece. Totul însă se sfârșește cu bine, Paula e bine după operație și este din nou afectuoasă cu tatăl ei și cu Toni. Datorită medierilor bunului Silvio, Paula acceptă și relația tatălui cu Consuelo.

## Distribuție
- Claudio Villa – Mario Valli
- Susanna Martinková – Paola, fiica lui Mario (ca Susanne Martin)
- Raimondo Vianello – Silvio Masteghin, cumnatul lui Mario
- María Cuadra – Consuelo Linares
- Silvio Bagolini – un agent comercial
- Massimo Bernardi – Giommo
- Annamaria Bernardi – o fată la dans
- Anita Durante – Beppa
- Checco Durante – portarul
- Nino Marchetti – col. Rogora
- Cristina Kustermann – Franca
- Gina Mascetti –
- Valentino Macchi – Toni
- Giancarlo Nanni – Dino
- Alfredo Rizzo –
- Edoardo Toniolo –
- Fanfulla –

## Melodii din film
Melodiile din film, interpretate de Claudio Villa: 
- Amor, mon amour, my love compusă de Palleri - Malgoni
- Non pensare a me de Testa - Sciorilli
- Granada compusă de Lara
- La Malaguena compusă de Ramirez
- Tu non sei come me